# فراتر از دوستی
فراتر از دوستی (انگلیسی: More Than Friends; کره‌ای: 경우의 수) یک مجموعه تلویزیونی محصول کره جنوبی سال ۲۰۲۰ با بازی اونگ سونگ وو، شین یه اون و کیم دونگ جون است. این مجموعه از ۲۵ سپتامبر تا ۲۸ نوامبر ۲۰۲۰، روزهای جمعه و شنبه ساعت ۲۲:۵۰ (کی‌اس‌تی) از جی‌تی‌بی‌سی برای ۱۶ قسمت پخش شد.